# Sol Campbell
Sulzeer Jeremiah "Sol" Campbell (Plaistow, London, 1974. szeptember 18. –) jamaicai származású angol válogatott labdarúgó, hátvéd. Korábban a Tottenham Hotspur és az Arsenal játékosa volt. Ő az egyetlen válogatott labdarúgó, aki az angol válogatottban hat egymás utáni labdarúgótornán részt vett.

## Pályafutása
Campbell tehetségét már korán észrevették, így került 1989-ben a Tottenham Hotspurhöz. Itt még csatárként játszott.

### Tottenham Hotspur
A Tottenham felnőtt csapatában 1992 decemberében debütált, majd rögtön gólt szerzett, miután Nick Barmby cseréjeként lépett pályára. Ennek ellenére a szezonban nem játszott több mérkőzésen. A következő két szezon alatt a védősor minden részén játszott, majd a védelem közepén helyezkedett el végleg. Miután a csapatkapitány, Gary Mabbutt sérülései és életkora miatt egyre kevesebbszer játszott, Campbell lett a csapat fő hátvédje és csapatkapitánya is.
Szerződésének utolsó évét töltötte a klubnál. Habár 1999-ben Ligakupa-döntőbe vezette a Spurst, amit a Leicester City ellen 1–0-ra meg is nyertek, a csapat a bajnokságban a 7.-nél jobb helyezést nem ért el Campbell-lel, amivel a játékos Bajnokok Ligája álmai is meghiúsultak.
2001 nyarán Campbell szerződése lejárt a csapatnál. A Tottenham újabb szerződést ajánlott neki, aminek aláírásával ő lehetett volna a klub legjobban kereső játékosa, azonban pár hónap tárgyalás után Campbell azt nyilatkozta, hogy el szeretné hagyni a csapatot, hogy játszhasson egy Bajnokok Ligája esélyes csapatban. Miután több nagy európai klub is megkereste, az Arsenalhoz igazolt. Azóta a Spurs szurkolói Júdás néven emlegetik.

### Arsenal
Első szezonjában, 2001–02-ben az Arsenalnál bajnokságot és FA-kupát is nyert. Társa a védelemben Tony Adams volt, aki a szezon végén visszavonult. A 2003-04-es szezonban ismét bajnoki címhez segítette csapatát. Ebben az idényben az Arsenal egy mérkőzést sem veszített el. A következő szezonban újabb FA-kupát nyert. A 2005–06-os szezon sérülésektől és rossz formától volt tarkítva. A West Ham United ellen 3–2-re elveszített hazai mérkőzésen február 1-jén Campbell a West Ham első két góljáért is felelős volt, majd a félidőben lecserélték. Ezután elhagyta a stadiont. Pár napig nem tartotta a kapcsolatot a klubbal, február 6-án azonban már ismét együtt edzett a csapattársaival, és 10 hét után újra pályára lépett a Portsmouth ellen április 13-án. A mérkőzésen eltört az orra, így az operáció miatt nem játszhatott egészen április 25-éig. Az Arsenal a Bajnokok Ligája elődöntőjének második mérkőzésén a Villarreal-al találkozott Spanyolországban. A 0–0-s döntetlen után az Ágyúsok már a döntőre készülhettek. A döntőben a Stade de France-ban Párizsban Campbell szerezte a mérkőzés első gólját, azonban az Arsenal 2–1-re veszített a Barcelona ellen.
2006. július 8-án az Arsenal bejelentette, hogy Campbell elhagyja a klubot. Összesen 197-szer lépett pályára az Arsenalban, és 11 gólt szerzett.
2008-ban "az Ágyúsok 50 legjobb játékosa" szavazáson a 15. helyet érte el.

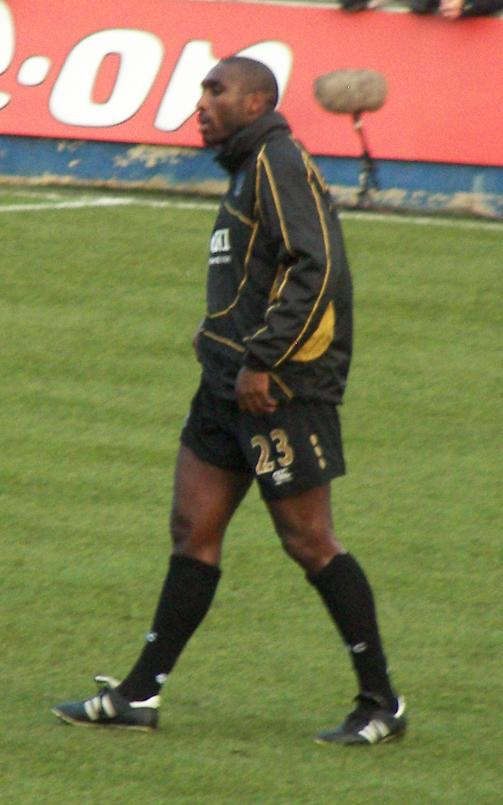
Campbell egy Portsmouth-meccs előtt 2008-ban

### Portsmouth
Campbell 2006. augusztus 8-án igazolt a Portsmouth-hoz, ahol 2 éves szerződést írt alá. A csapatban jól működő párost alakított ki Linvoy Primus-szal. Első gólját a Sheffield United ellen szerezte 2006. december 23-án.
A 2007-08-as szezonban nevezte ki Harry Redknapp menedzser csapatkapitánynak. Azóta újabb 2 éves szerződést írt alá a klubnál. 2008 májusában FA-kupa-döntőbe vezette a csapatát a Wembley Stadionban, amit 1–0-ra megnyertek a Cardiff City ellen.

### Newcastle United
2010 nyarán igazolt a „szarkákhoz", ám a 2010-2011-es szezonban összesen hét meccsen jutott szóhoz, így 2011-ben a távozás mellett döntött. Utolsó profi meccsét 2011 márciusában játszotta. Ezután csapat nélkül volt, majd 2012. május 2-án bejelentette visszavonulását.

### Válogatott
Campbell 1996. május 18-án, Magyarország ellen debütált az angol válogatottban, csereként beállva. Bár csak egy mérkőzést játszott, Terry Venables beválasztotta az 1996-os Európa-bajnokság angol keretébe. Második mérkőzését Anglia 2–0-ra megnyert, Skócia elleni csoportmérkőzésén játszotta, ismét csereként.
A következő két évben állandó tagja lett az új szövetségi kapitány, Glenn Hoddle védelmének a válogatottban Gareth Southgate és Tony Adams mellett. 1998. május 29-én, 23 évesen és 248 naposan a válogatott második legfiatalabb csapatkapitánya lett Bobby Moore után.

### Góljai a válogatottban
| # | Dátum           | Helyszín                 | Ellenfél   | Eredmény | Kiírás     | Gól |
| - | --------------- | ------------------------ | ---------- | -------- | ---------- | --- |
| 1 | 2002. június 2. | Saitama stadion, Saitama | Svédország | 1–1      | 2002-es vb | 1   |

## Edzői statisztika
2020. március 7-én lett frissítve.
| Csapat            | Nemzet   | –tól               | –ig                 | Mérkőzések | Mérkőzések | Mérkőzések | Mérkőzések | Mérkőzések |
| Csapat            | Nemzet   | –tól               | –ig                 | M          | Gy         | V          | D          | Gy %       |
| ----------------- | -------- | ------------------ | ------------------- | ---------- | ---------- | ---------- | ---------- | ---------- |
| Macclesfield Town | Anglia   | 2018. november 27. | 2019. augusztus 15. | 30         | 8          | 12         | 10         | 26,7       |
| Southend United   | Anglia   | 2019. október 23.  | 2020. június 30.    | 23         | 4          | 5          | 14         | 17,4       |
| Összesen          | Összesen | Összesen           | Összesen            | 53         | 12         | 17         | 24         | 22,6       |

## Sikerei, díjai
Csapatokkal
- Ligakupa – 1999
- FA Premier League – 2002, 2004
- FA-kupa – 2002, 2005, 2008
- FA Community Shield – 2002
- Premier League Asia Trophy – 2007

Egyénileg
- a világbajnokság All-Star csapatának tagja – 2002
- az Európa-bajnokság All-Star csapatának tagja – 2004

## Külső hivatkozások
- Sol Campbell pályafutásának statisztikái a Soccerbase oldalon (angolul)

- BBC profil Archiválva 2008. február 2-i dátummal a Wayback Machine-ben
- theFA.com

| Előző Teddy Sheringham | A Tottenham Hotspur csapatkapitánya 1997–2001 | Következő Tim Sherwood |
| Előző Dejan Stefanović | A Portsmouth csapatkapitánya 2007–2009        | Következő              |